# Acrisol

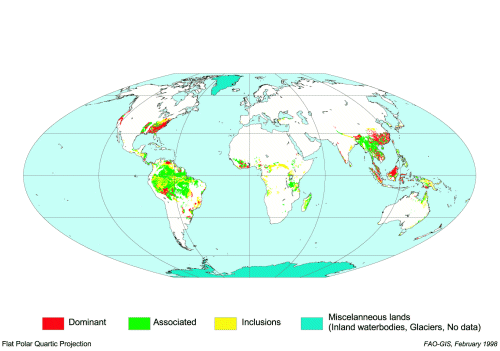
Mapa de distribución de los acrisol

Acrisol (AC) es un Grupo de Suelos de Referencia de la World Reference Base for Soil Resources (WRB). Los Acrisoles tienen un horizonte árgico que tiene una capacidad de intercambio catiónico de menos de 24 cmol(+) /kg de arcilla y una saturación en bases (por el 1M NH4OAc en pH 7, calculada por suma total de cationes intercambiables) de menos de 50 % en la mayor parte entre 50 y 100 cm de la superficie. Este patrón de la distribución de la arcilla es diagnóstico también para Lixisoles, Luvisoles, Alisoles y Retisoles.
El término Acrisol deriva del vocablo latino "acris" que significa agudo o muy ácido, haciendo alusión a su carácter ácido y su baja saturación en bases.
Los Acrisoles se desarrollan principalmente sobre productos de alteración de rocas ácidas, con elevados niveles de arcillas muy alteradas. 
Predominan en viejas superficies con una topografía plana, ondulada o colinada, con un clima tropical húmedo, monzónico, subtropical o muy cálido. Los bosques claros son su principal forma de vegetación natural.
El perfil es de tipo AEBtC. Las variaciones están relacionadas con las condiciones del terreno. Un somero horizonte A oscuro, con materia orgánica ácida, suele pasar gradualmente a un E amarillento. El horizonte Bt presenta un color rojizo o amarillento más fuerte que el del E.
La pobreza en nutrientes minerales, la toxicidad por aluminio, la fuerte adsorción de fosfatos y la alta suceptibilidad a la erosión, son las principales restricciones a su uso. Grandes áreas de Acrisoles se utilizan para cultivos de subsistencia, con una rotación de cultivos parcial. No son muy productivos salvo para especies de baja demanda y tolerantes a la acidez como la piña, caucho o palma de aceite.

## Material parental
Dadas condiciones apropiadas, los Acrisoles pueden formar en casi cualquier material del desgaste por la acción atmosférica; son en la práctica las más comunes de materiales ricos en sílice.

## Ambiente
En campos comunes de tierra antigua, con una topografía plana, ondulada o colinada, en climas tropicales y de monzón. El bosque tropical ligero (de la lluvia) es el tipo natural de la vegetación.

## Calificadores
En la WRB 2022, el segundo nivel de clasificación se expresa con calificadores principales y suplementarios. Calificadores principales ocurriendo en muchos Acrisoles son:
- Gleyic: Influencia de agua freática y propiedades gléyicas en el suelo subsuperficial.
- Stagnic: Influencia de agua estancada y propiedades stágnicas en el suelo subsuperficial.
- Albic: El horizonte eluvial está muy descolorado y es un horizonte álbico.
- Rhodic: El horizonte iluvial tiene un color muy rojo y oscuro.
- Chromic: El horizonte iluvial tiene un color rojizo con croma alto.
- Xanthic: El horizonte iluvial tiene un color amarillento.